# Az én lovam, Szajkó
Az Az én lovam, Szajkó kezdetű magyar népdalt Molnár Antal gyűjtötte a Csík vármegyei Gyergyóújfalun 1911-ben.
Feldolgozás:
| Szerző      | Mire      | Mű                             | Előadás |
| ----------- | --------- | ------------------------------ | ------- |
| Bartók Béla | vegyeskar | Magyar népdalok, 4. darab: Dal | [ 1 ]   |

## Kotta és dallam
| Az én lovam, Szajkó, magam pedig Jankó. Mind a négy lábáról leesett a patkó. | Csak egy maradt rajta, S az es kotyog rajta. Kovács jó barátom, Igazítson rajta. |